# Campsicnemus compeditus
Campsicnemus compeditus är en tvåvingeart som beskrevs av Friedrich Hermann Loew 1857. Campsicnemus compeditus ingår i släktet Campsicnemus och familjen styltflugor. Arten är reproducerande i Sverige. Inga underarter finns listade i Catalogue of Life.